# Okolona (Arkansas)
Okolona é uma cidade  localizada no estado americano de Arkansas, no Condado de Clark.

## Demografia
Segundo o censo americano de 2000, a sua população era de 160 habitantes.
Em 2006, foi estimada uma população de 155, um decréscimo de 5 (-3.1%).

## Geografia
De acordo com o United States Census Bureau, a localidade tem uma área de 2,0 km², sem área coberta por água.

## Localidades na vizinhança
O diagrama seguinte representa as localidades num raio de 32 km ao redor de Okolona.